# جنگ نفتکشها (فیلم)
جنگ نفت‌کش‌ها نام یک فیلم جنگی ایرانی به کارگردانی و نویسندگی محمد بزرگ‌نیا و تهیه کنندگی سید غلامرضا موسوی ساخته سال ۱۳۷۲ است که براساس واقعهٔ جنگ نفت‌کش‌ها در خلیج فارس در زمان جنگ ایران و عراق ساخته شده‌است. بزرگ‌نیا برای این فیلم سیمرغ بلورین بهترین کارگردانی را از دوازدهمین دوره جشنواره فیلم فجر دریافت داشته‌است. عزت‌الله انتظامی، مجید مظفری و جمشید جهان‌زاده از جمله بازیگران فیلم بوده و بابک بیات آهنگسازی آن را انجام داده‌است.

## خلاصه داستان
زمان جنگ ایران و عراق است و دامنهٔ جنگ به خلیج فارس نیز کشیده شده و کشتی‌های نفت‌کش ایرانی مورد حملهٔ دشمن قرار می‌گیرند. در این میان یک ناخدای جوان تصمیم به عبور کشتی نفت‌کش از تنگهٔ هرمز می‌گیرد و برای این کار از ناخدایی بازنشسته ولی پرتجربه کمک می‌خواهد. ناخدای پیر در ابتدا تمایلی برای انجام این کار ندارد اما سرانجام می‌پذیرد و آنها باوجود دسیسه‌ها و حملات دشمن موفق به عبور نفت‌کش غول‌پیکر از تنگه هرمز و رساندن محمولهٔ آن به کشور هلند می‌شوند.

## بازیگران
- مجید مظفری در نقش کاپیتان بهرامی
- جمشید جهان‌زاده در نقش مانوس
- فیروز بهجت محمدی در نقش موسی
- فاطمه گودرزی در نقش فروغ
- سید رضا موسوی در نقش حشمت
- ژاله علو در نقش مادر
- کریم زرگر در نقش چارلز
- غلامرضا نجات در نقش کارمند
- سعید خوشدل در نقش دیده‌بان
- عزت‌الله انتظامی

## جوایز
- ۱۳۷۲ - سیمرغ بلورین بهترین کارگردانی از دوازدهمین جشنواره فیلم فجر - محمد بزرگ‌نیا
- ۱۳۷۳ - برندهٔ ۱۲ سکه بهار آزادی برای بهترین صداگذاری و ۱۲ سکهٔ بهار آزادی برای بهترین صدابرداری از پنجمین جشنواره دفاع مقدس - اسحاق خانزادی
- ۱۳۸۲ - برندهٔ جایزهٔ شعلهٔ آبی، لوح افتخار و ۸ میلیون ریال برای بهترین بازیگر نقش اول مرد از اولین دورهٔ جشنواره بین‌المللی فیلم نفت - مجید مظفری